# 外道坊
『外道坊』（げどうぼう）は、平松伸二による日本の漫画。キャッチコピーは「運命を変えるスピリチュアル･マーダー!!」。

## 概要
2006年から2009年まで、『週刊漫画ゴラク』（日本文芸社）にて連載された。作品中盤からは『マーダーライセンス牙』の登場人物も登場し、タイトルは『外道坊&マーダーライセンス牙』に改題された。この作品は平松にとって、『週刊少年ジャンプ』で連載していた『キララ』以来約20年ぶりの週刊連載作品である。2011年に全2巻で実写版のオリジナルDVDが発売された。

## 登場人物
外道坊（げどうぼう）
本作の主人公。僧号は雲空、本名は清春。正義のために仏の道を捨て、自らを「外道」と呼ぶ破戒僧。
人の前世やオーラ、霊体を見る能力を持つ。少年時代、その能力のせいで母親と共に村の住人から迫害を受けた過去があり、その際に母親は死亡している。
全国を行脚しながら殺された者の無念の声を聴き、悪事を働く「業人」どもを抹殺するスピリチュアル・マーダーである。
前述の「前世を見る能力」によって、その人物が背負う業と、その業によってやがてたどる運命を知ることができ、その中で「悪人となる運命」を背負ったものを見極め、始末する。ただし、本人曰く「必ずしも人間は前世通りの運命を辿るとは限らない」ようで、木場と板垣に関して悲劇的な「業」を告げたのち、木場に「運命を変えられるか？」と問いかけている。
人間に取りついた悪霊をアザとして現出させることができ、「アザ」の急所だけを突くことで、取りつかれた人間を殺さず悪霊を払う技も持つ。しかし、救いようのない人間については躊躇なく殺害する。
業人の犠牲になった人の魂を一時的に実体化させる事も可能で、犠牲者自身に近しい人を助けさせたり、業人を糾弾させる。また、無念の死を遂げた人の魂に外道坊自身が導かれた事もある。稀に他者に「最悪の運命」のビジョンを見せ、「今ならまだ間に合う」と行動を促す事もあった。
他者のオーラを見る事によって、道を外しかけている者や不幸な運命に向かっている者に忠告する事も少なくないが、多くの場合はその甲斐なく犠牲者を出してしまい、自身が業人の抹殺に出向く結果となっている。
母親と共に崖から落ち、自分だけ生き残った際に雲海に助けられ、雲空の僧号を与えられて弟子となる。しかし雲海が改心させたはずの強盗犯が実は全く反省しておらず、三人もの人間を殺した場面に遭遇し、咄嗟にこれを返り討ちにして殺害した事で仏の道を捨てる事を決意。雲海の元を離れて約20年もの間、外道を地獄に落とし続けている。
終盤、あるヤクザに目を付けられた親子を救うが、その母親が警察に脅されて外道坊の事を話してしまい、指名手配される。その際、師匠の雲海と再会を果たすも決別。直後、母親の仇でもある白州山を始末しようとするが、雲海の霊に諭され、一度は刀を収めた。しかし全く反省していなかった白州山にナイフで刺され、これを抹殺。その後も茨の一本道である修羅の世界を歩み続ける事を木場に告げ、去って行った。
使用武器は刀を仕込んだ錫杖、刃を仕込んだ網代笠。これらの武器を「南無阿弥陀仏」と叫びながら振りかざす。
木葉 優児（きば ゆうじ）
『マーダーライセンス牙』の主人公で通称「牙」。作品中盤から登場。木葉忍流の当主で板垣重政の実子。板垣からの「牙指令」を受け、日本や国際社会を脅かす外道を抹殺する(但し、今回は「牙指令」は無い)。
頭髪以外の体形を自在に変える能力「マッスルコントロール」で普段は女性化しており、木葉 優子(きば ゆうこ)の名で板垣重政の主治医を務めている。
外道坊から「前世の業により、板垣を死に至らしめる運命にある」と告げられ、運命を変えるべく戦う。
板垣 重政（いたがき しげまさ）
日本の総理大臣で木葉優児の実父。非常に強い正義感を持つ理想的な宰相であり、木場にとっては唯一ともいえる理解者である。
「脱走兵編」にて事件を日米安保のために利用しようと画策し、その裏で木場と外道坊が殺し合うよう仕向けた。しかし、これらの凶行はこれまで木場や外道坊に成敗された者たちの怨霊に心の隙へ付け込まれた結果の暴走であり、終盤には外道坊に「アザ」の急所を突かれ、正気に戻る。その後は攻撃の後遺症で入院生活を送っており、前述の「木場優子」の介護を受けている。今作では怨霊に心の隙を突かれたり、担当の看護師に恋をしてしまったりと、より人間的な弱さが描写される。
外道坊は板垣と木場の前世を、戦国時代の武将の上杉義信とその息子で忍者の上杉義影と語っている。この上杉父子は正義感と絆の強さゆえに互いの命を落としており、外道坊は「運命を変えられなければ、2人は同じ道をたどる」と警告している。
雪藤 洋士（ゆきとう ようじ）
『ブラック・エンジェルズ』の主人公で、作品最終章に登場。法で裁けない外道を地獄に落とす闇の住人「ブラック・エンジェルズ」の一人。気弱な青年と冷徹な暗殺者の二つの顔を使い分ける。
『マーダーライセンス牙&ブラックエンジェルズ』の設定を引き継いでおり、登場時から木場と面識を持っている。『牙＆ブラック』以降の経緯は不明だが、当時同棲していたナミの元を離れて再び自転車で全国を旅している途中、外道坊と出会う。
雲海（うんかい）
外道坊の師匠にして、命の恩人である僧。仏の道を信じ、「根っからの悪人など存在しない」という信条の元、多くの悪人を改心させてきた。村人に追い詰められて川に流れついていた清春を助け、雲空の僧号を与えた。その後、4年程彼と全国を行脚していたが、かつて改心させたと思った強盗犯が強盗殺人を行い、それが原因で雲空が外道坊へと変貌して去って以来、彼とは一度も会っていない。
指名手配された外道坊が雲空だと気付き、20年来の再会を果たすも仏法で禁じられた殺生を行った嘗ての弟子を叱責する。しかしその時に自分の温情が仇になった事を知らされ、直後、重要参考人として警察に連行される。その際に白州山にかつて村人を糾弾した坊主である事に気付かれ、釈放された後に彼等の息のかかった警官に車で撥ねられ、外道坊に「自分を殺した者達を恨むな」と伝える事を雪藤に託して息を引き取った。
その後、白州山を殺そうとした外道坊の前に霊となって現れ、法に裁かせる事と、外道坊自身も裁きを受ける事を説き、更に村人達の霊にもこれ以上雲空に殺生をさせないように訴え、外道坊に刀を引かせた。しかし白州山がその隙を突いて外道坊を殺そうとし、再び自分の温情と仏の道が仇になってしまった事で「外道の宿命は変わらんというのか」を呟いてあの世へと去った。
白州山 実（はくしゅうざん みのる）
S県警本部長。S県を牛耳る白州山兄弟の弟であり、外道坊と母親を追い詰めた村人の先頭に立っていた人間。S県の警察や建設業界の人間には白州山兄弟の命令で人を殺せる者が何人も存在し、邪魔な人間は秘密裏に始末してきた。立身出世した今、その立場を脅かしかねない過去の汚点を知る村人達を事故や病気、自殺に見せかけて皆殺しにしている。
外道坊が指名手配された事で、彼が逮捕された後に過去の事件を暴露する前に始末する事を画策。しかし板垣に汚職の数々と共に20数年前の事件を糾弾された為、総理である板垣すらをも始末しようとしたが、木場に阻止され、自身は雪藤に抹殺された。
白州山 誠（はくしゅうざん まこと）
S県知事で、白州山兄弟の兄。横領など数々の汚職を行い、更には邪魔な人間は息の掛かった者に始末させている。20数年前の当事者である外道坊と、自身の悪事を糾弾した板垣の始末を目論んだが、板垣暗殺は失敗した上に弟も雪藤に殺され、自身は外道坊に追い詰められる。しかし今度は20数年前の事件は村人に、村人抹殺は弟に責任を擦り付け、外道坊に「お前の言葉に真など無い」と殺されそうになる。その場は現れた雲海の霊に収められるが、去ろうとした外道坊の背中を反省の色も無くナイフで刺した為、「これが外道の本性」と、縦一閃に斬り伏せられて死亡した。

## 実写版
2011年リリース、DVD『外道坊』『外道坊2』全2巻。

### キャスト
『外道坊』『外道坊2』両方
- 小沢仁志：外道坊
- Koji：正木（城湾警察署 刑事）
- 木村栄：チョーさん（城湾警察署 刑事）
- 木村木：黒田組組員
- 松田優：ワクイ（飲食店マスター、元ヤクザ）

『外道坊』
- 山口祥行：黒田組若頭補佐 真柴タケシ
- 来栖あつこ：ナミ（真柴タケシの女、保育園の先生）
- 森永健司：黒田組若頭 タカギ
- 野口雅弘：ヤクザ
- 藤原喜明：黒田組組長 黒田マコト
- 本宮泰風：ヤクザ 田村
- 猪瀬孔明：ハギワラ

『外道坊2』
- 永倉大輔：城湾警察署 検視官
- 山本竜二：城湾警察署 副署長
- 大西武志：城湾警察署 刑事 藤井
- 倉見誠：城湾警察署 刑事
- 木村圭作：イチムラ（売人）

### スタッフ
- 原作：平松伸二（『外道坊』日本文芸社刊）
- 監督：辻裕之
- プロデューサー：渋谷正一、山本芳久
- 脚本：本多幹祐
- 撮影：今泉尚亮
- 照明：岩崎豊
- 録音：沼田和夫
- 編集：小川幸一
- 制作：メディア・ワークス
- 製作：コンセプトフィルム